# Bento de Abreu (ort)
Bento de Abreu är en ort i Brasilien.   Den ligger i kommunen Bento de Abreu och delstaten São Paulo, i den södra delen av landet, 700 km sydväst om huvudstaden Brasília. Bento de Abreu ligger 426 meter över havet och antalet invånare är 2 674.
Terrängen runt Bento de Abreu är platt. Närmaste större samhälle är Valparaíso, 7,5 km nordväst om Bento de Abreu.
Omgivningarna runt Bento de Abreu är en mosaik av jordbruksmark och naturlig växtlighet. Runt Bento de Abreu är det glesbefolkat, med 11 invånare per kvadratkilometer.